# Jürgen Säumel
Jürgen Säumel (Friesach, 1984. március 29. –) osztrák válogatott labdarúgó, aki jelenleg a Wacker Innsbruck játékosa.

## Sikerei, díjai
- Sturm Graz
  - Intertotó-kupa: 2008

## Külső hivatkozások
- Jürgen Säumel adatlapja a National-Football-Teams.com oldalon (angolul)

- Transfermarkt profil